# Bouscarle de Lopes
Bradypterus lopezi
Espèce
Statut de conservation UICN

 LC  : Préoccupation mineure
La Bouscarle de Lopes (Bradypterus lopezi) est une espèce d'oiseaux de la famille des Locustellidae.
Son nom est attribué à José Lopes, assistant de Boyd Alexander au Cape Verde et en Afrique tropicale.
Cet oiseau est endémique de l'afromontane.

## Habitat
Son habitat naturel est les forêts humides tropicales et subtropicales en montagne et les zones de broussailles.

## Répartition et sous-espèces
Selon la classification de référence du Congrès ornithologique international (15.1, 2025) :
- B. l. lopezi (Alexander, 1903) — Bioko ;
- B. l. manengubae Searle, 1949 — mont Manengouba ;
- B. l. camerunensis Alexander, 1909 — mont Cameroun ;
- B. l. barakae Sharpe, 1906 — forêts d'altitude du rift Albertin ;
- B. l. mariae Madarász, 1905 — Kenya et nord de la Tanzanie ;
- B. l. usambarae Reichenow, 1917 — des monts Taita au nord du Malawi et du Mozambique ;
- B. l. ufipae (Grant & Mackworth-Praed, 1941) — sud-est de la RDC, nord de la Zambie et sud-ouest de la Tanzanie ;
- B. l. granti Benson, 1939 — du sud du Malawi au mont Chiperone ;
- B. l. boultoni Chapin, 1948 — plateau de Bié.